# Шнурре, Вольфдитрих
Вольфдитрих Шнурре (нем. Wolfdietrich Schnurre; 22 августа 1920, Франкфурт-на-Майне — 9 июня 1989, Киль) — немецкий писатель.

## Биография
Вольфдитрих Шнурре родился в семье библиотекаря. В 1928 году семья переезжает в Берлин, где он в 1935 году поступает в гуманитарную гимназию. В 1939-1945 годах служил в вермахте, участник Второй мировой войны. После окончания боевых действий возвращается в Берлин. Вначале живёт в Восточном Берлине, в 1946 году переезжает в Западный Берлин. Здесь несколько лет работает театральным и кинорепортёром для нескольких берлинских газет. В 1947 году становится одним из основателей литературной «Группы 47». С 1950 года работает уже исключительно как писатель. Член немецкого ПЕН-клуба (до 1962 года). С 1959 года — член Германской академии языка и литературы. В 1962 году писатель заболел тяжёлой формой полиневрита.
Вольфдитрих Шнурре был крупной фигурой в немецкой послевоенной литературе. Он является автором многочисленных рассказов (часто повествующих о событиях в Германии 30-х — 40-х годов XX столетия). Кроме них В. Шнурре писал романы, стихотворения, притчи; с середины 60-х годов — также книги для детей, которые сам иллюстрировал. Вольфдитрих Шнурре неоднократно издавался на русском языке, в том числе в антологиях западногерманской литературы.

## Премии и награды
- 1958 — премия «Молодое поколение» города Берлина
- 1959 — премия Иммермана
- 1962 — литературная премия Георга Макензена
- 1981 — Орден «За заслуги перед Федеративной Республикой Германия»
- 1982 — литературная премия города Кёльна
- 1983 — премия Георга Бюхнера
- 1989 — премия в области культуры города Киля